# Lista de Verona
La Lista de Verona o Laterculus Veronensis es un listado de provincias romanas para la época de los emperadores romanos Diocleciano (284-305) y Constantino I (306-337). Su datación se estima en torno al año 312.
Conservada únicamente gracias a un manuscrito del siglo VII de la Biblioteca del Monasterio de Verona, contiene doce diócesis que reunían un conjunto de unos 100 territorios provinciales. Estas provincias se dividen en orden decreciente en las doce diócesis:
- Oriente, 16 provincias
- Mesia, 10 provincias
- Italia, 9 provincias
- Asia, 9 provincias
- Galia, 8 provincias
- Panonia, 7 provincias
- Ponto, 7 provincias
- Vienennse, 7 provincias
- Hispania, 6 provincias
- África, 6 provincias
- Tracia, 6 provincias
- Britania, 4 provincias

Como curiosidad, es digno de mención la descripción de las provincias que integraban la diócesis de Hispania que cifra en número de siete, cuando en realidad son seis las que lo conforman: Bética, Lusitania, Tarraconensis, Carthaginense, Gallaecia y Mauritania Tingitana. Se ha indicado que tal vez el copista confundió la última provincia mencionada por dos diferentes al componerse de dos palabras diferentes.
El historiador Otto Seeck realizó una edición de la Notitia Dignitatum en 1876.

## Traducción al español delLaterculus
La presente traducción al castellano reproduce el orden del original en latín; los corchetes indican adiciones y correcciones:
- Oriente: (18 [ahora 17] provincias):

[1] Libya Superior; [2] Libya Inferior; [3] Thebaida; [4] Aegyptus Iovia; [5] Aegyptus Herculia; [6] Arabia (Nova); [7] Arabia; [8] Augusta Libanensis; [9] Palaestina; [10] (Syria) Phoenice; [11] Syria Coele; [12] Augusta Euphratensis; [13] Cilicia; [14] Isauria; [15] Cyprus; [16] Mesopotamia; [17] Osrhoene
- Pontica (7 provincias):

[18] Bithynia; [19] Cappadocia; [20] Galatia; [21] Paphlagonia; [22] Diospontus; [23] Pontus Polemoniacus [24] Armenia Minor
- Asiana (9 provincias):

[25] (Lycia et) Pamphylia; [26] Phrygia Prima; [27] Phrygia Secunda; [28] Asia; [29] Lydia; [30] Caria; [31] Insulae; [32] Pisidia; [33] Hellespontus
- Thracia (6 provincias):

[34] Europa; [35] Rhodope; [36] Thracia; [37] Haemimontus; [38] Scythia; [39] Moesia Inferior
- Moesiae (11 provincias):

[40] Dacia [Mediterránea]; [41] [Dacia Ripensis]; [42] Moesia Superior/Margensis; [43] Dardania; [44] Macedonia; [45] Thessalia; [46] [Achaea]; [47] Praevalitana; [48] Epirus Nova; [49] Epirus Vetus [50] Creta
- Pannoniae (7 provincias):

[51] Pannonia Inferior; [52] (Pannonia) Savensis; [53] Dalmatia; [54] Valeria; [55] Pannonia Superior; [56] Noricum Ripense; [57] Noricum Mediterraneum
- Britanniae (6 [ahora 4] provincias):

[58] Britannia Prima; [59] Britannia Secunda; [60] Maxima Caesariensis; [61] Flavia Caesariensis
- Galliae (8 provincias):

[62] Belgica Prima; [63] Belgica Secunda; [64] Germania Prima; [65] Germania Secunda; [66] Sequania; [67] Lugdunensis Prima; [68] Lugdunensis Secunda; [69] Alpes Graiae et Poeninae
- Viennensis (7 provincias):

[70] Viennensis; [71] Narbonensis Prima; [72] Narbonensis Secunda; [73] Novem Populi; [74] Aquitanica Prima; [75] Aquitanica Secunda; [76] Alpes Maritimae
- Italia (16 [ahora 12] provincias):

[77] Venetia et Histria; [78] [Aemilia et Liguria]; [79] Flaminia et Picenum; [80] Tuscia et Umbria; [81] [Latium et Campania]; [82] Apulia et Calabria; [83] Lucania [et Brutii]; [84] [Sicilia]; [85] [Sardinia]; [86] Corsica; [87] Alpes Cottiae; [88] Raetia
- Hispaniae (6 provincias):

[89] Baetica; [90] Lusitania; [91] Carthaginiensis; [92] Gallaecia; [93] Tarraconensis; [94] Mauretania Tingitana
- Africa (7 provincias):

[95] (Africa) Proconsularis/Zeugitana; [96] Byzacena; [97] [Tripolitania]; [98] Numidia Cirtensis; [99] Numidia Militiana; [100] Mauretania Caesariensis; [101] Mauretania [Sitifensis]/Tubusuctitana